# Журавлева (Тюменская область)
Журавлева — деревня в Вагайском районе Тюменской области, входит в состав Зареченского сельского поселения.

## География
Деревня находится около берега реки Скакунка, на расстоянии 14 км к юго-востоку от села Вагай, административного центра района.

### Часовой пояс
Деревня Журавлева, как и вся Тюменская область, находится в часовой зоне МСК+2. Смещение применяемого времени относительно UTC составляет +5:00.

## Население
| 2010 |
| ---- |
| 5    |

## Улицы
В деревне имеется одна улица — Журавлевская.